# Piotrówka (Łoniów-Kolonia)
Piotrówka – część wsi Łoniów-Kolonia w Polsce, położona w województwie świętokrzyskim, w powiecie sandomierskim, w gminie Łoniów. Nie ma sołtysa, należy do sołectwa Łoniów-Kolonia.
W latach 1975–1998 Piotrówka administracyjnie należała do województwa tarnobrzeskiego.